# Clemente Vismara
Clemente Vismara (Agrate Brianza, 6 settembre 1897 – Mong Ping, 15 giugno 1988) è stato un presbitero e missionario italiano.
È venerato come beato dalla Chiesa cattolica. Ha trascorso 65 anni nelle foreste della Birmania al servizio dei tribali Akhà, Ikò e Lahu, in particolare vedove e bambini.

## Biografia

### I primi anni

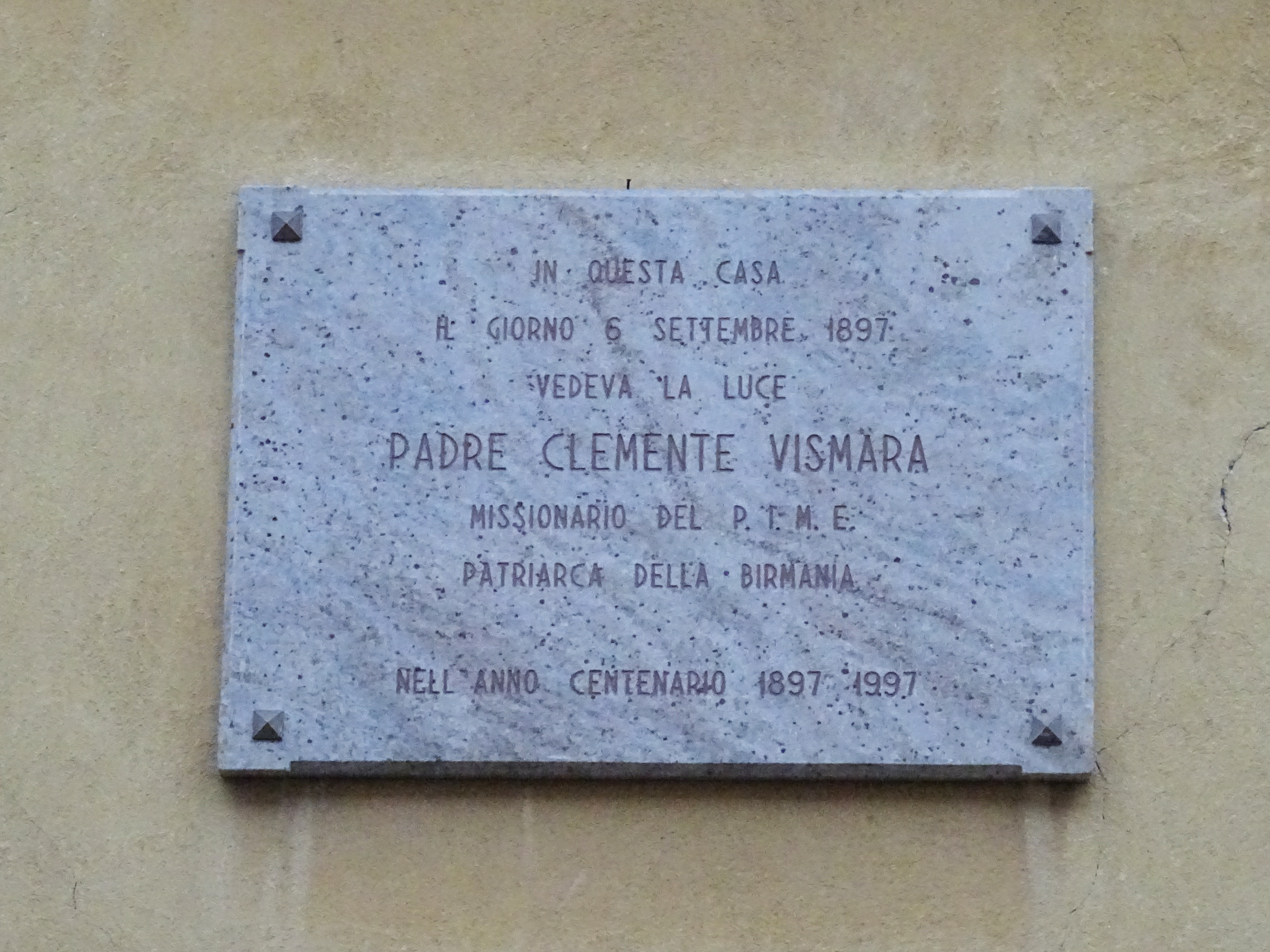
Targa sulla casa natale ad Agrate Brianza

Padre Clemente Vismara nasce il 6 settembre 1897 ad Agrate Brianza da Attilio Egidio Vismara (1865-1905), sellaio, e Stella Annunziata Porta (1872-1902), cucitrice, quintogenito dopo i fratelli Egidio, Carlo, Francesco e Maria. Resta presto orfano di madre, morta alla nascita di Luigi nel 1902, e poi di padre nel 1905.
Il bambino viene affidato alla cura dei parenti, frequenta il ginnasio e poi nel 1913 entra nel seminario arcivescovile di San Pietro Martire (Seveso, Milano).
Il 21 settembre 1916, durante la prima guerra mondiale, è richiamato alle armi e mandato in prima linea come soldato semplice dell'80º reggimento fanteria, “Brigata Roma”. Combatte sul Monte Maio e sull'Adamello.
È congedato il 6 novembre 1919 con tre medaglie al valor militare e il grado di sergente maggiore.

### La missione a Mong Lin
Ripresi gli studi a Milano nel Seminario lombardo per le Missioni Estere (che nel 1926 diventerà il PIME, Pontificio Istituto Missioni Estere), viene ordinato sacerdote il 26 maggio 1923. Subito dopo parte da Venezia (2 agosto) e arriva a Toungoo in Birmania alla fine di settembre per studiare l'inglese e i dialetti locali.
Si trasferisce nella missione di Kengtung nel marzo del 1924 e poi va a fondare la nuova missione di Mong Lin il 27 ottobre 1924.
La povertà è grande, il cibo misero e del tutto insufficiente, le malattie tropicali decimano i missionari (6 nel decennio 1926-1936, tutti giovani) tanto che nel 1928 il superiore generale del PIME, padre Paolo Manna, in visita a Mong Lin, minaccia il vescovo di Kengtung di chiudere la missione se muoiono altri missionari giovani per mancanza di cibo nutriente e perché vivevano in capanne di fango e di paglia.
Nel 1931 muore di febbre malarica il confratello padre Antonio Farronato (32 anni) e Vismara rimane solo.

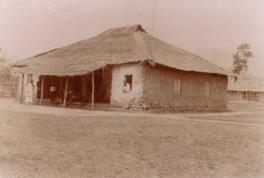
La capanna utilizzata come casa e cappella da padre Clemente tra il 1924 e il 1929

Nonostante le difficoltà di un ambiente assolutamente primitivo, pericoloso e spesso ostile l'attività di padre Clemente procede e anzi si espande per tutti gli anni trenta con la fondazione di altre missioni (Keng Lap, Mong Yong e Mong Pyak, con i loro missionari e suore residenti).

Vismara individua nella concezione pagana e fatalista della vita l'elemento bloccante della società tribale: gli uomini spesso non lavorano e sono dediti all'oppio, le donne e i bambini sono comunemente maltrattati, abbandonati, venduti o uccisi. Concentra il suo maggiore sforzo nel dare una occupazione gratificante agli indigeni trasformandosi lui per primo in agricoltore, allevatore, sarto, barbiere, dentista, muratore, boscaiolo ecc.
Il suo obiettivo sono soprattutto gli orfani e le vedove, che erano donne abbandonate da tutti e considerate portatrici di disgrazie. Diversamente da altri missionari si sforza, per quanto possibile,
di mantenere sano il proprio stile di vita: orario della giornata, pulizia, vestiario adatto, alimentazione ordinata, uso di stoviglie. Questo, assieme alla sua robustezza, migliora la resistenza fisica.

Nel giugno del 1941, mentre i giapponesi progettano di occupare la Birmania, Clemente è internato dagli inglesi a Kalaw con altri dodici missionari italiani perché appartenenti ad una nazione nemica.
Nel gennaio del 1942 i giapponesi invadono la Birmania e a fine aprile liberano i missionari italiani a Kalaw. La missione di Mong Lin (dove Clemente arriva a fine agosto) è intatta ma quasi completamente occupata dall'esercito giapponese. Vismara riapre l'orfanotrofio maschile e si adatta a fare il taglialegna per i militari, assieme ai suoi ragazzi.
Nel 1945 termina la guerra e nel 1948 arriva l'indipendenza della Birmania, a cui segue l'inizio della guerriglia separatista che coinvolge anche le etnie della zona (negli anni 1950-1955 vengono uccisi i confratelli Pietro Galastri, Mario Vergara, Alfredo Cremonesi, Pietro Manghisi, Eliodoro Farronato).
Nei primi 31 anni di missione padre Clemente ha trasformato Mong Lin in una cittadina con circa 4.000 battezzati.

### La missione a Mong Ping
Sebbene ormai quasi sessantenne padre Vismara gode di buona salute e riceve molti aiuti dall'estero anche perché scrive molte lettere e articoli in cui racconta, in modo geniale e spiritoso, la vita che conduce.
Nel gennaio 1955 Clemente viene trasferito a sorpresa dal vescovo, mons. Guercilena, a Mong Ping, distante 225 km, in un posto più alto e più salubre, ma in cui occorre ricominciare quasi da zero. Scrive all'amico Pietro Migone: «Caro mio, il cuore vacilla! dopo trentadue anni, quando meno me la pensavo fui trasferito da Mong Lin a Mong Ping... Ho ubbidito perché sono persuasissimo che s'io facessi qualche cosa di mia testa certamente sbaglierei, e la mi andrebbe male».
Durante tutto il 1957 è in Italia per l'unica vacanza della sua vita, divisa tra cure mediche, conferenze, un viaggio a Lourdes, visite a cantieri e, soprattutto, un intero mese di esercizi spirituali.
Ma il suo pensiero è sempre rivolto ai suoi orfani e alla sua gente. Quando è di nuovo in Birmania scrive: «In Italia più che riposare ho sgobbato» - ma è contento, perché porta con sé molti aiuti, e
aggiunge: «Non per offendervi, ma io mi trovo molto meglio qui che ad Agrate. Certo lì si mangia bene, si beve meglio, si dorme sul soffice... Ma qui qualcosa di buono lo posso fare tutti i giorni, lì cosa facevo se non chiacchierare?»

Nel 1961 scrive la biografia di padre Stefano Vong, il primo prete locale di Kengtung ucciso da buddhisti ostili alle numerose conversioni da lui procurate fra gli Akhà.
Negli anni sessanta riesce a dotare Mong Ping delle strutture necessarie: l'orfanotrofio (1960), la scuola (1961), la chiesa con accanto la Grotta di Lourdes (1962),
le case per i missionari e le suore (1963). La scuola, partita da zero nel 1958, ha 123 alunni nell'autunno 1960, 232 nell'ottobre 1962, 400 nel 1965 («due terzi dei quali pagani», scrive).

Ma nel 1962, in seguito al colpo di Stato militare, il nuovo governo, che si ispira al modello sovietico nazionalizza ogni attività privata e la libertà di movimento ed espressione è fortemente limitata. Tutti i missionari arrivati dopo il 1948 vengono espulsi. Rimangono gli anziani giunti in Birmania prima della seconda guerra mondiale.

### «Non è mai invecchiato»
Nonostante le difficoltà col nuovo regime, che impedisce nuovi ingressi di missionari, e nonostante i vari malanni (prostata, incidente a un piede, protesi dentaria) la sua attività prosegue con una resistenza fisica invidiabile.
Nel 1979, a 82 anni, si reca a Taunggyi con la jeep per incontrare il superiore del PIME e, tornato a Mong Ping, dopo 14 ore di viaggio può scrivere:
«Arrivai a casa alle 7:20 di sera imbiancato, impolverato, infarinato come un pesce prima di buttarlo in padella. Un coro all'unisono di oltre 200 orfanelli e orfanelle mi accolse. Qui è il mio regno, qui sono sovrano e vivo felice».

Nel 1980 benedice il nuovo distretto di Tongtà da lui fondato tra l'etnia Ikò. Negli anni successivi deve adattarsi, con imbarazzo, a farsi trasportare su una portantina ma continua a visitare i villaggi.
L'ultimo distretto missionario (parrocchia) aperto da padre Clemente, nel 1986, è quello di Pannulong, con tre suore residenti e 42 villaggi cristiani della tribù Akhà da assistere.
Il 15 giugno 1988 alle 20:15 padre Clemente Vismara muore a Mong Ping, sereno e felice, all'età di 91 anni. Questa è la testimonianza su di lui resa da padre Angelo Campagnoli al processo diocesano:
Lui stesso diceva: «Quando vedo dei bambini abbandonati, malati, dei lebbrosi, degli oppiomani, degli handicappati, mi scappano le mani, devo aiutare». Questo era il suo stile e pur invecchiando è rimasto sempre uguale a se stesso, non è mai invecchiato...»
(Positio, p. 336)
Padre Clemente Vismara viene sepolto, come da lui richiesto, a Mong Ping davanti alla Grotta di Lourdes nel piazzale della chiesa, da lui costruita nel 1962. Al funerale accorrono anche molti
buddhisti e musulmani. La sua tomba è meta di pellegrinaggi da parte di persone di tutte le religioni.

## La causa di canonizzazione
Ad Agrate, suo paese natale, il gruppo missionario parrocchiale assume l'impegno di chiedere la canonizzazione di padre Clemente. Nel 1989 si inaugura la sua statua.
Il 10 febbraio 1994 Mons. Abraham Than, vescovo di Kengtung, nomina postulatore della causa padre Piero Gheddo, il quale sceglie la dottoressa Francesca Consolini
come ”collaboratrice esterna” della postulazione.
Il “Processo diocesano” della causa viene portato avanti dalla diocesi di Milano a causa delle difficoltà in Myanmar e il presidente dello stesso, mons. Ennio Apeciti, compie
viaggi in Myanmar, Thailandia e Brasile, oltre che in Italia, per interrogare coloro che hanno conosciuto padre Clemente.
Nel 1999 inizia il "Processo Romano" della Congregazione dei Santi con la ricerca di testimonianze su miracoli ottenuti per intercessione di padre Clemente, come previsto dalle norme.
Il 15 marzo 2008, papa Benedetto XVI firma il “Decreto di Venerabilità” per padre Clemente Vismara, riconoscendo in lui un cristiano che ha praticato in modo eroico le virtù evangeliche. Il 2 aprile 2011 il Papa, firmando il decreto sul miracolo ottenuto per sua intercessione, apre la strada alla beatificazione, avvenuta il 26 giugno 2011 in Piazza Duomo a Milano e celebrata dal cardinale Angelo Amato.

### Opere e raccolte di suoi scritti
- Così... colà: fatti, racconti, amenità, PIME, 1938 (rilegato con altri titoli).
- Mamma della foresta: quadri dal vero di suore e missionari in Birmania, Milano, PIME, 1958.
- La perla... sono io: vita birmana, Milano, PIME, 1964. Riedito col titolo  Il bosco delle perle, a cura di Piero Gheddo, 3ª ed., 1997, Bologna, EMI. Edizione in lingua inglese  Apostle of the Little Ones, traduzione di Catherine Bolton, illustrazioni di Tito Maan Mangola, Detroit, PIME World Press, 1998, ISBN 0-9642010-7-0.
- Agguato nella foresta, Milano, Pime, 1966. Edizione in lingua inglese  Father Stephen Wong: First Native Martyr of Burma, a cura di Edward Evans, Australia, 2006.
- Lettere dalla Birmania, a cura di Piero Gheddo, Cinisello Balsamo (MI), San Paolo, 1995, ISBN 88-215-3007-8.
- Clemente Vismara il santo dei bambini (PDF), a cura di Piero Gheddo, Bologna, EMI, febbraio 2004, ISBN 88-307-1403-8. URL consultato il 4 ottobre 2024. Ospitato su atma-o-jibon.com.

### Opere su padre Clemente Vismara
- AA. VV., Oltre i confini. I missionari di Agrate nel mondo, Bologna, EMI, febbraio 1993,  pp. 165-279, ISBN 8830704598.
- Piero Gheddo, Prima del sole - L'avventura missionaria di padre Clemente Vismara, Bologna, EMI, 1993, ISBN 8830703109.
- Francesca Consolini (a cura di), Positio super vita, virtutibus et fama sanctitatis Clementis Vismara, Roma, Congregazione dei Santi, luglio 2001,  pp. LVII-552 più 11 tavole fotografiche. È il riassunto degli atti del "Processo diocesano", comunemente denominati Copia Pubblica. La Positio è composta di una cronologia, di un sommario degli interrogatori dei 123 testimoni e di una biografia documentata. La Copia Pubblica è composta di 9 volumi di 450 pagine ciascuno contenenti tutto il materiale noto e pertinente: tutti i suoi articoli, le sue 1884 lettere, tutte le testimonianze e quanto è stato scritto su di lui.